# アドリアンヘルメット

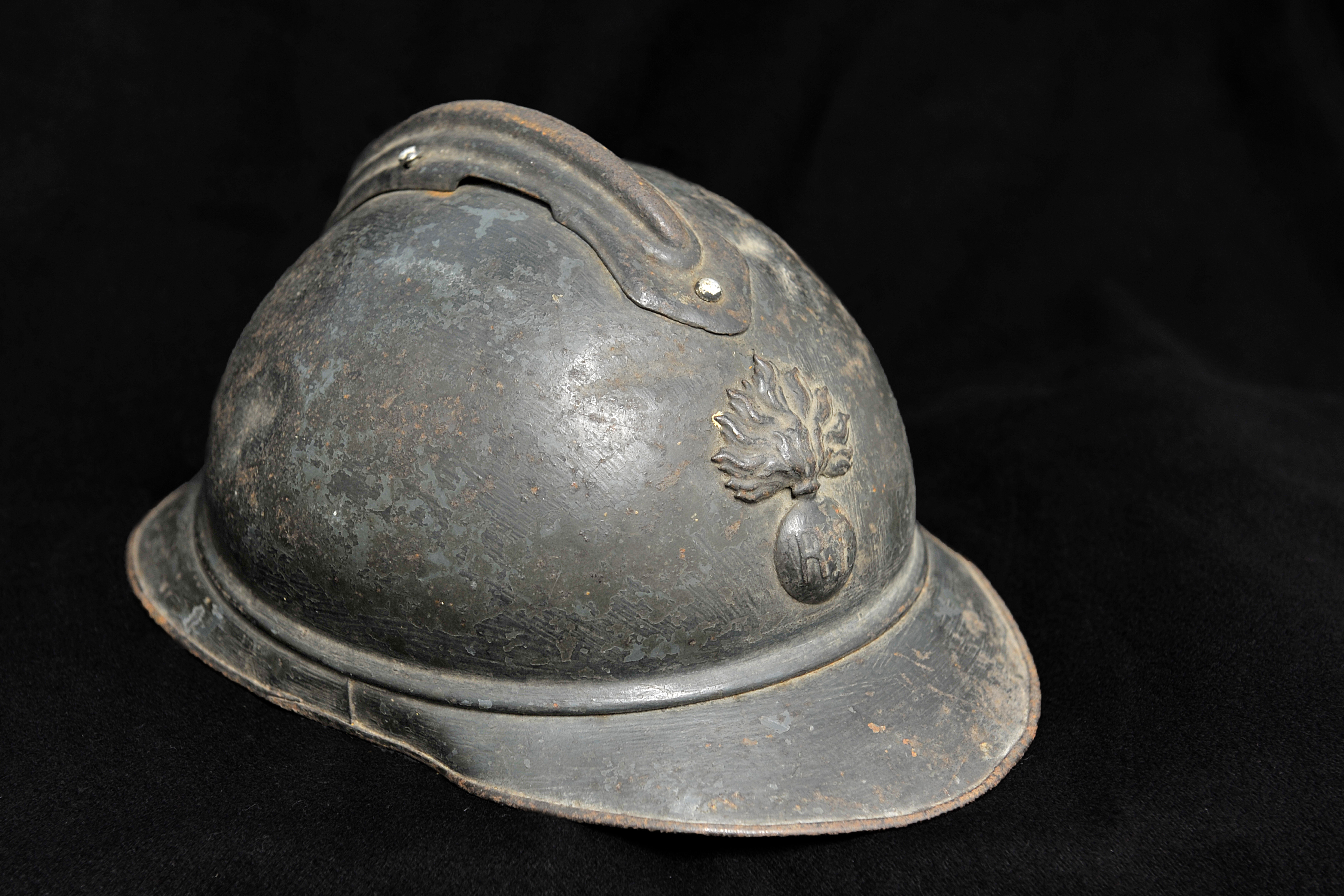
フランス歩兵M15アドリアンヘルメット

M15アドリアンヘルメット (フランス語: Casque Adrian) は、第一次世界大戦中にフランス陸軍で採用された戦闘用ヘルメットである。フランス陸軍で初めて正式採用されたヘルメットであり、第一次世界大戦で広く展開された塹壕戦において、間接射撃による弾薬の破片で兵士が頭部に重傷を負うことが多くなったことに対応するため設計された。1915年に正式採用された当時、初の近代的な鉄製ヘルメットで、1930年代に至るまで標準ヘルメットとして支給され続けた。最初は歩兵科にのみ支給されていたが、後に形状が改められた上で騎兵科や戦車兵にも支給されるようになった。第二次世界大戦では後継モデルであるM26が採用された。

## 歴史と利用
1914年8月に第一次世界大戦が勃発した当時は、フランス陸軍の兵士には当時標準であったケピ帽が支給されていた。塹壕戦の初期には、布製のケピ帽のような基礎的な防具であっても前線の兵士の死亡率を大きく下げることができていたが、1915年初頭までにケピ帽の下に着用する鉄製のスカルキャップ (calottemétallique、cervelière) が支給されるようになった。

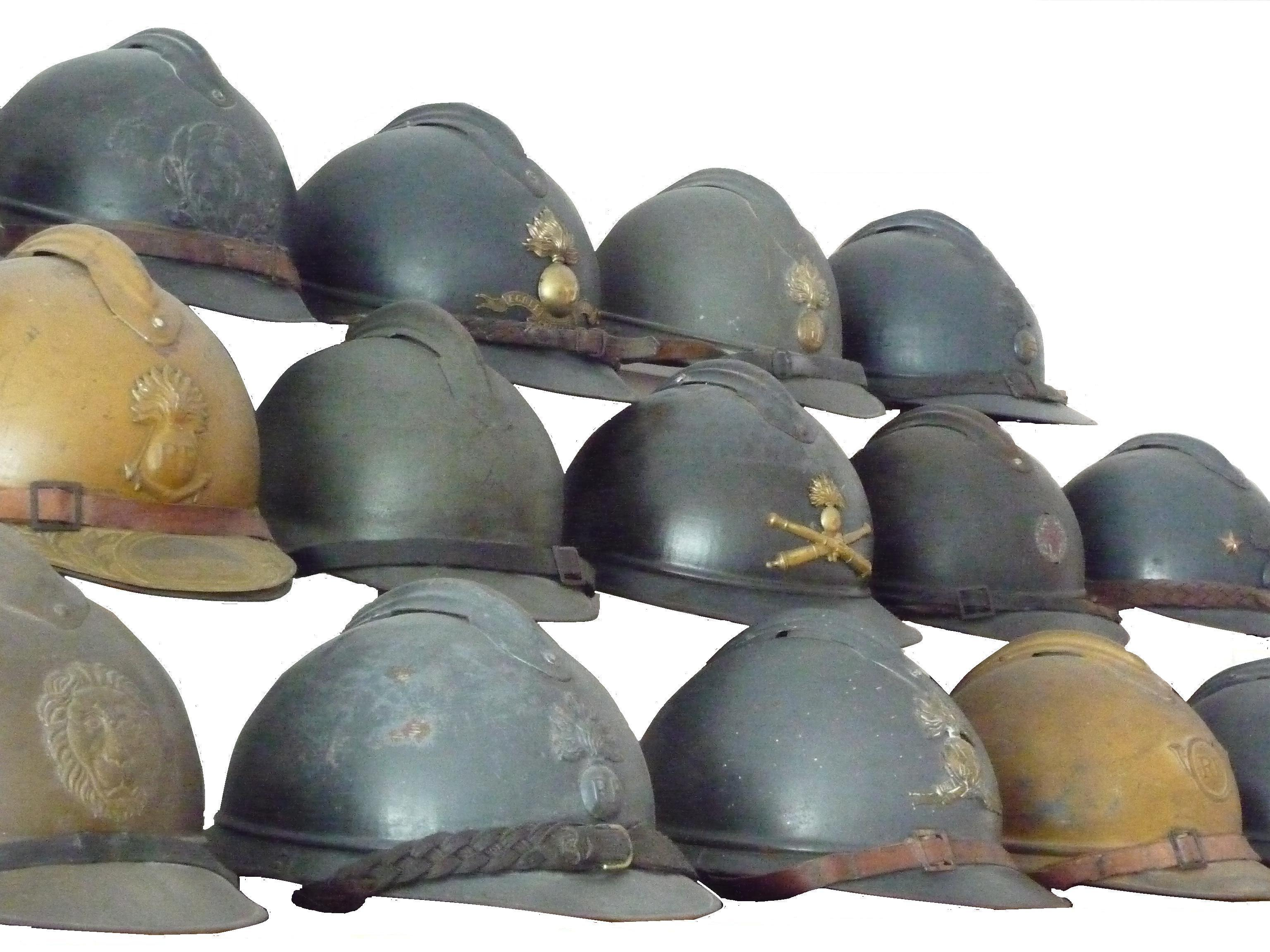
各国・各部隊のアドリアンヘルメット

このため、フランスでは兵士を榴散弾の弾片から守るための金属製ヘルメットの開発が求められた。塹壕内でも間接射撃により頭上で破裂する砲弾に対処する必要があったため、ヘルメットの軸方向に弾片を分散させるトサカ状の偏向板が加えられた。ヘルメット前面には兵科を示すために、歩兵科および騎兵科には榴弾、猟騎兵科にはビューグル、砲兵科には交差する砲、植民地軍には錨、北アフリカ部隊には三日月のマークがつけられた。よく誤解されているが、M15ヘルメットは小銃弾や機銃弾の直射からの防御は意図していない。アドリアンヘルメットの名は、陸軍主計総監オーギュスト＝ルイ・アドリアンにちなむ。

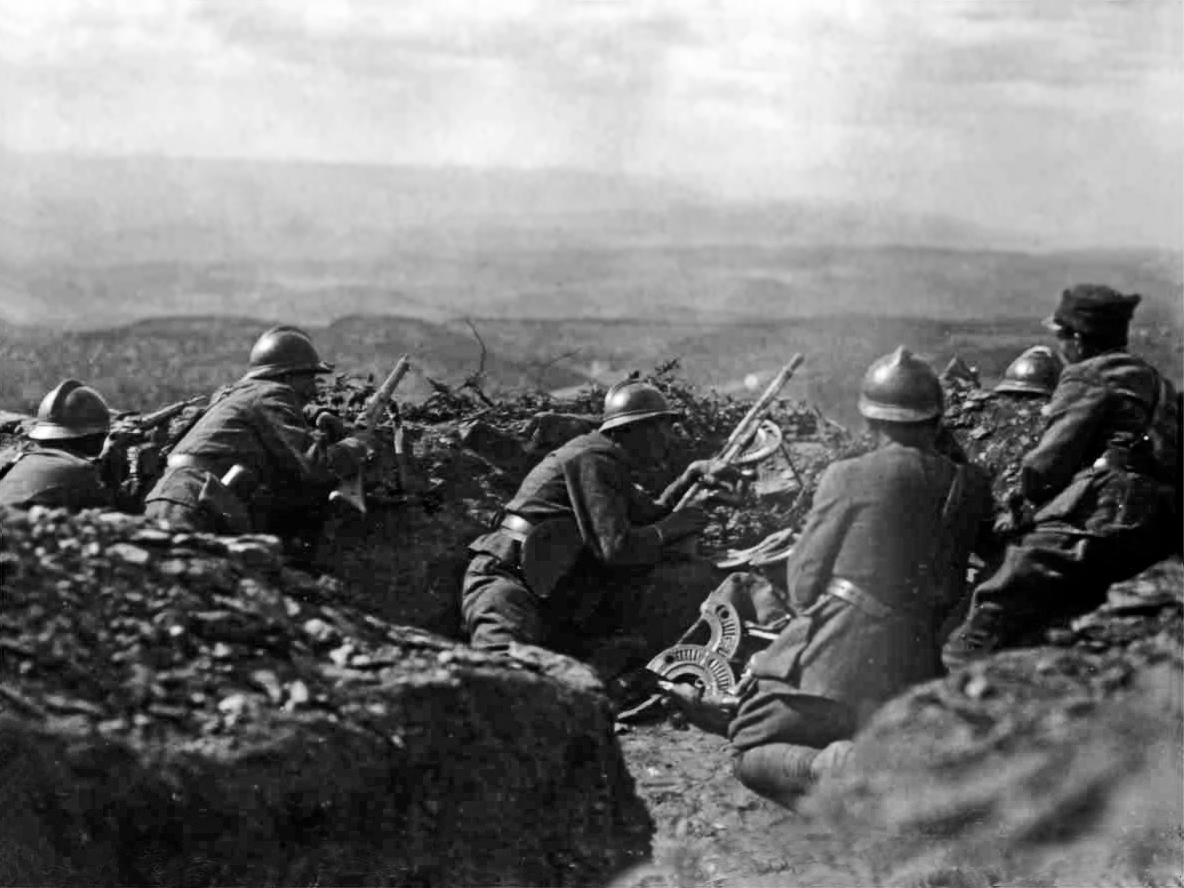
希土戦争でアドリアンヘルメットを被るギリシャ兵 (1922年、アフィヨンカラヒサール)

採用されたアドリアンヘルメットは軟鋼製で、重量はわずか765グラムであり、イギリスのブロディヘルメットやドイツのシュタールヘルムよりも軽量で、その分防御力も低かったが、量産性には優れていた。発注は1915年春であったが、早くも7月には支給が始まり、9月にはフランスの第一線部隊すべてに支給が完了した。
1915年末には、反射防止のためカーキやライトブルーのヘルメット用布製カバーが支給された。しかし、弾片がヘルメットを貫通した場合、汚れた布製カバーの端切れが傷口に入って感染症を引き起こす懸念があることが分かり、1916年中頃にはカバーの発注は取り消された。第一次世界大戦の終戦時には、アドリアンヘルメットはフランス陸軍のほぼすべての歩兵部隊に支給されていた。また、フランス国内にいたアメリカ軍部隊の一部や、ポーランドのハーラーの青軍でも採用された。フランス機動憲兵隊は1926年に暗青色のものを採用し、正規軍が廃止した後も1960年代まで着用していた。 
アドリアンヘルメットは安価で製造が容易でありながら、破片に対して非常に効果的であることが明らかになったため、ベルギー、ブラジル、中国、 ギリシャ、 イタリア、日本、ルクセンブルク、メキシコ、モロッコ、ペルー、ポーランド、ルーマニア、ロシア、セルビア、スペイン、タイ、アメリカ、ソ連、ユーゴスラビアといった各国に広がり、合わせて2億個以上のアドリアンヘルメットが製造された。各国では、ヘルメットの前面にそれぞれの部隊章を取り付けていた。

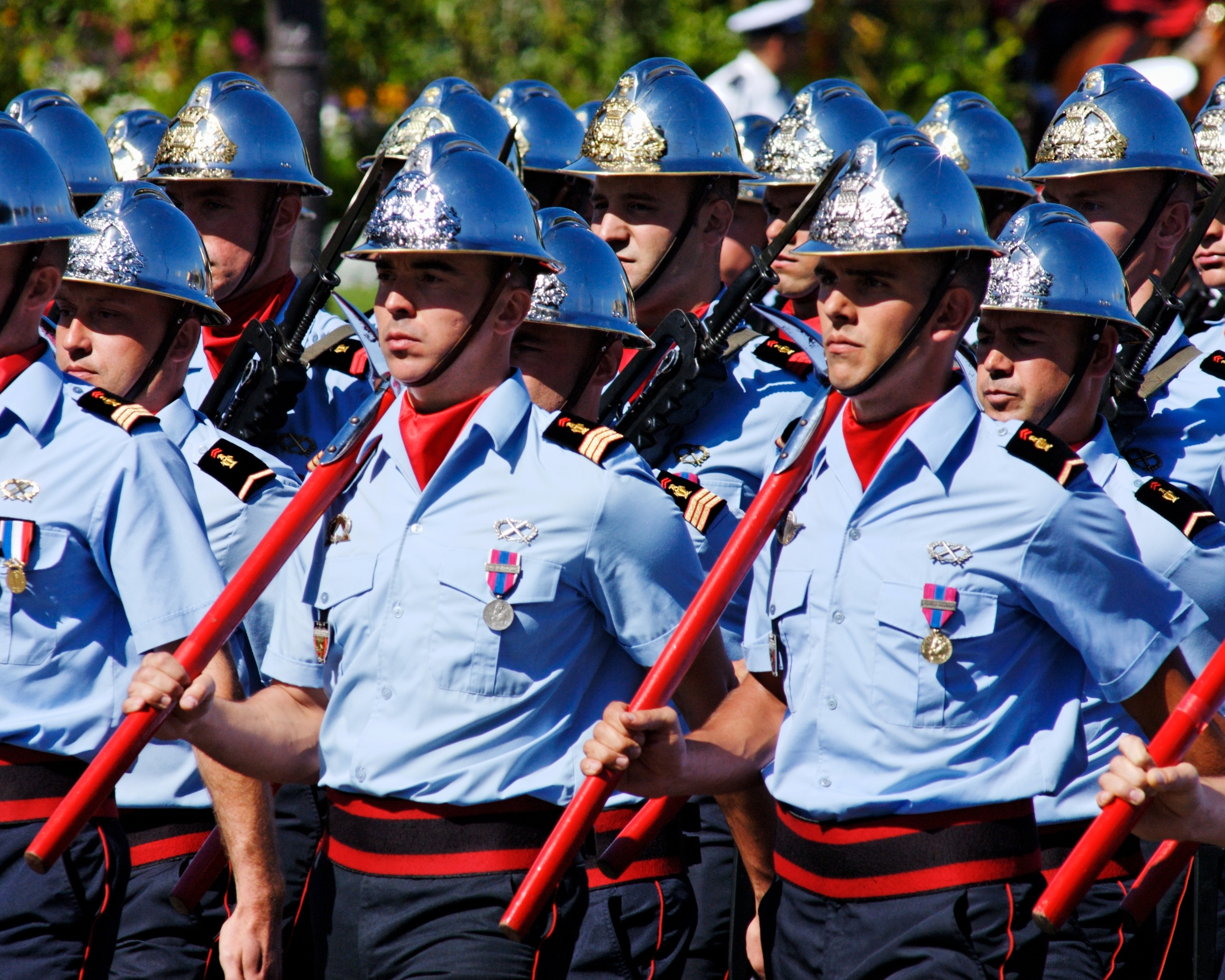
パレードで銀色のアドリアンヘルメットを着用するパリ消防旅団。

しかし、アドリアンヘルメットは銃弾に対しては防御の用を為さなかったため、実際の戦場では兵士が真っ先に捨て去った装備であることが多かった。また、ヘルメット前面にはバッジ取り付け用の2つのスロットが設けられていたが、これがヘルメットの強度を損なっていたことも分かった。このため、自軍の識別記章をつけないようにする国もあった。フランス軍では初期にはホライゾンブルー (灰色がかったライトブルー)、植民地軍はカーキに塗装されていたが、1930年代に軍服の迷彩化が進むのに合わせて1935年にはすべてカーキ塗装になった。
1926年には材質が高強度の鋼鉄となり、主要部分が1枚板からのプレス加工に簡素化されたことで、M15の特徴だったヘルメットの周りの接合リムがなくなった。M15の欠点だった頭頂部のトサカの下にあった大きな通気口も、小さな穴の列に変更された。このM26ヘルメットは第二次世界大戦後までフランス軍で使用され続けた他、1970年代までフランス警察でも使用された。ベルギーでは戦間期に自国用のM26を量産して世界中に輸出していた。ベルギー製のものはトサカの形状や幅の広いリムでフランス製のものと区別できる。他国では、アドリアンヘルメットは消防隊員や鉄道警備隊、海兵 (例えば日本の特別陸戦隊) で採用された。アドリアンヘルメットは現在でも収集家に人気の品物である。

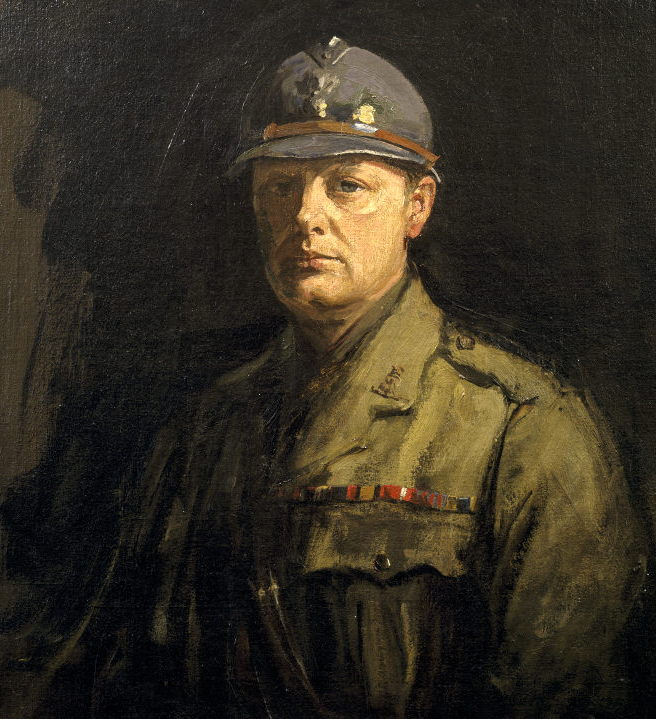
フランスのファヨール将軍から贈られたアドリアンヘルメットを被ったチャーチルの肖像画 (ジョン・ラヴェリー画)

1915年12月には、後に英国首相となるイギリス陸軍近衛歩兵連隊少佐チャーチルはフランス陸軍のエミール・ファヨール将軍からアドリアンヘルメットを贈られた。これを着用した写真や、ジョン･ラヴェリーによる肖像画が残されている。

## 現代のヘルメットとの比較
2020年、アメリカの科学誌に、アドリアンヘルメットと現代のアメリカ軍の戦闘ヘルメットを比較する中で、アドリアンヘルメットの方が頭上での爆発に対する防御力が高かったとする研究論文が掲載された。頭頂部のとさか状の凸部が、衝撃波をそらす役割を果たしているものと推測されている。

## ギャラリー

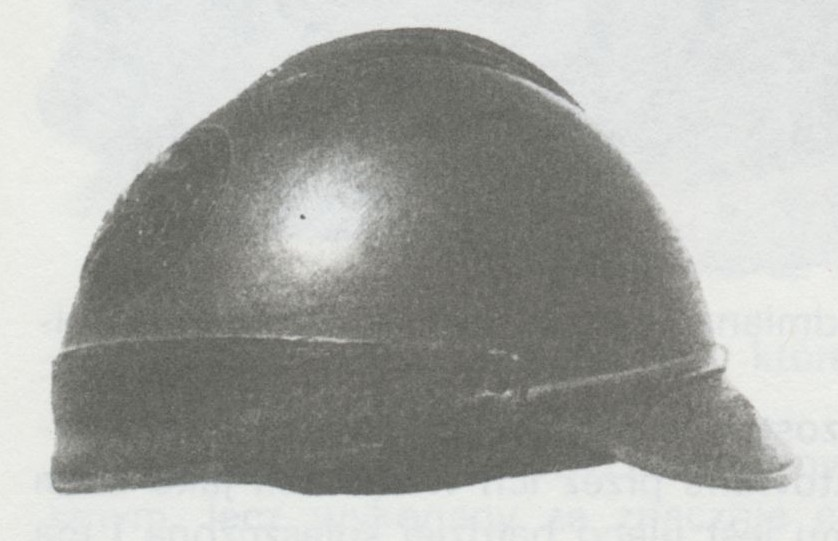
戦車兵用の小型のアドリアンヘルメット
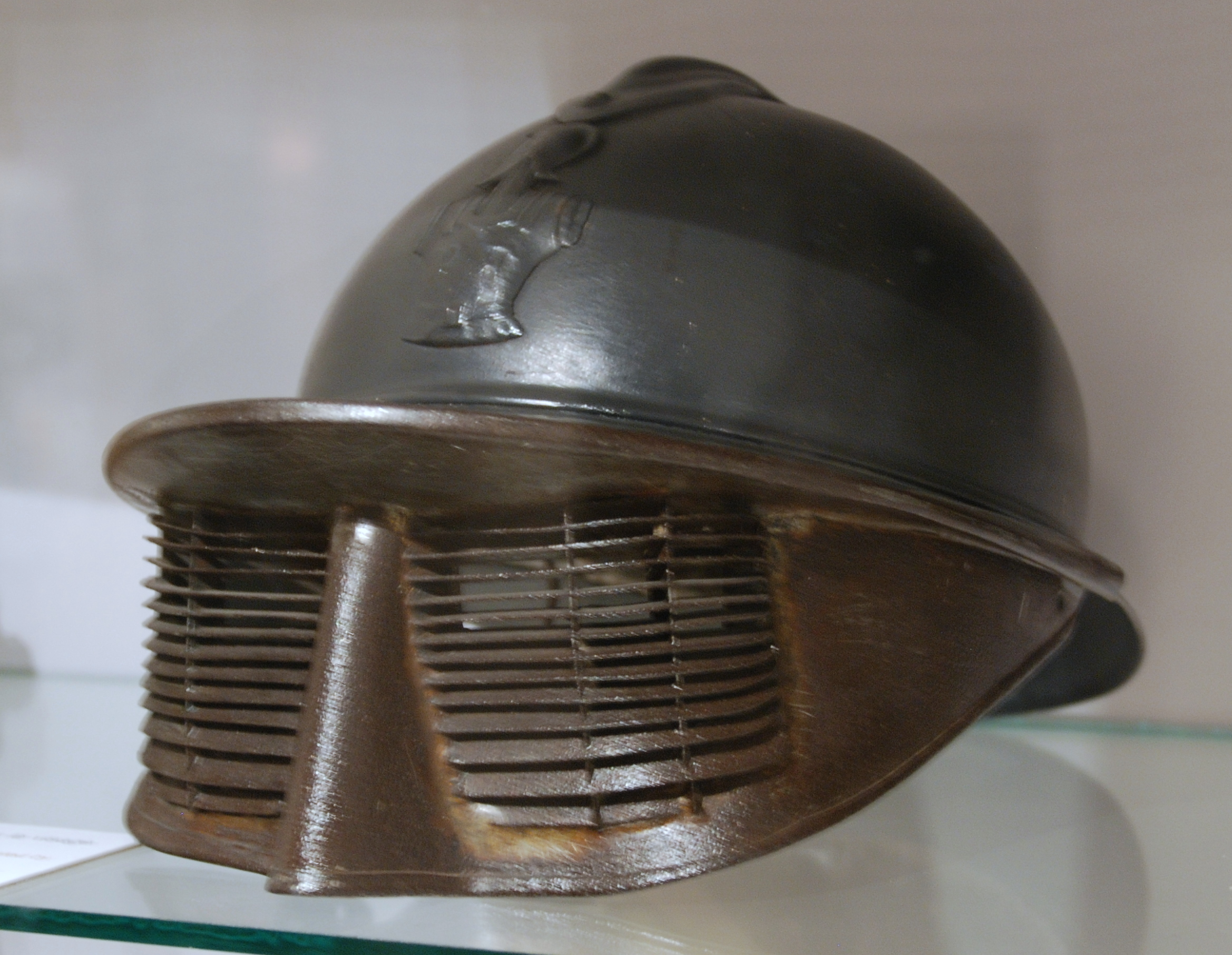
軍医少佐であるポラック博士が開発した、顔面の上半分も保護できる歩哨用ヘルメット。フルーリー＝ドゥヴァン＝デュオモンにあるヴェルダン記念館所蔵。
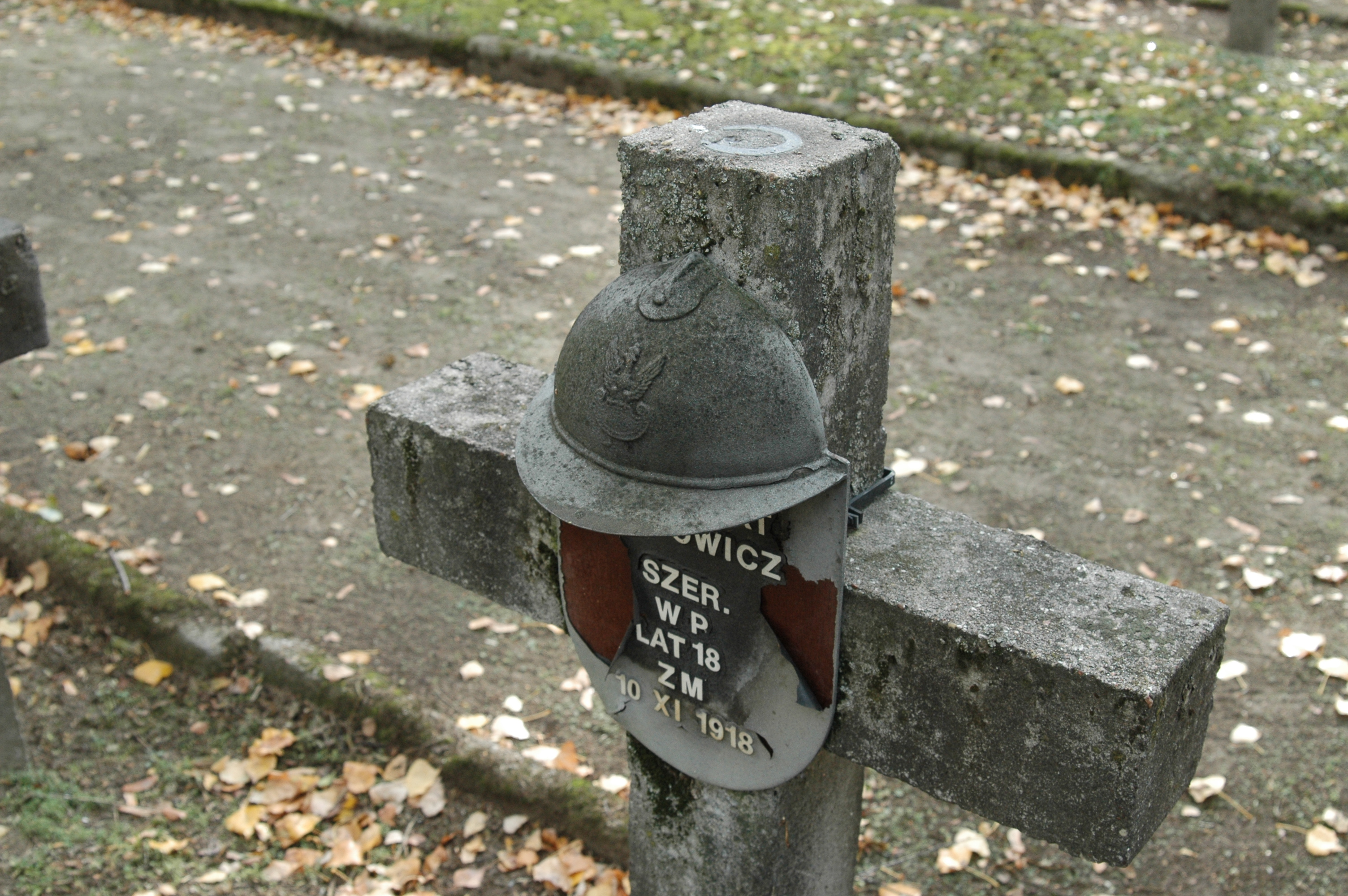
ポーランドのアドリアンヘルメットであるWz.15があしらわれた兵士の墓。ワルシャワのポボンスキ墓地。
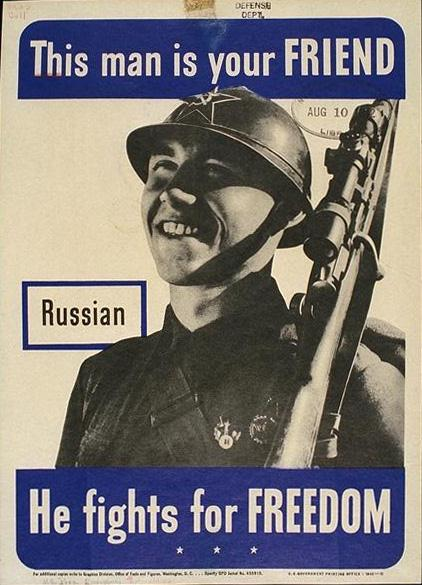
第二次世界大戦時の識別票。赤星の入ったアドリアンヘルメットを被るソ連兵。
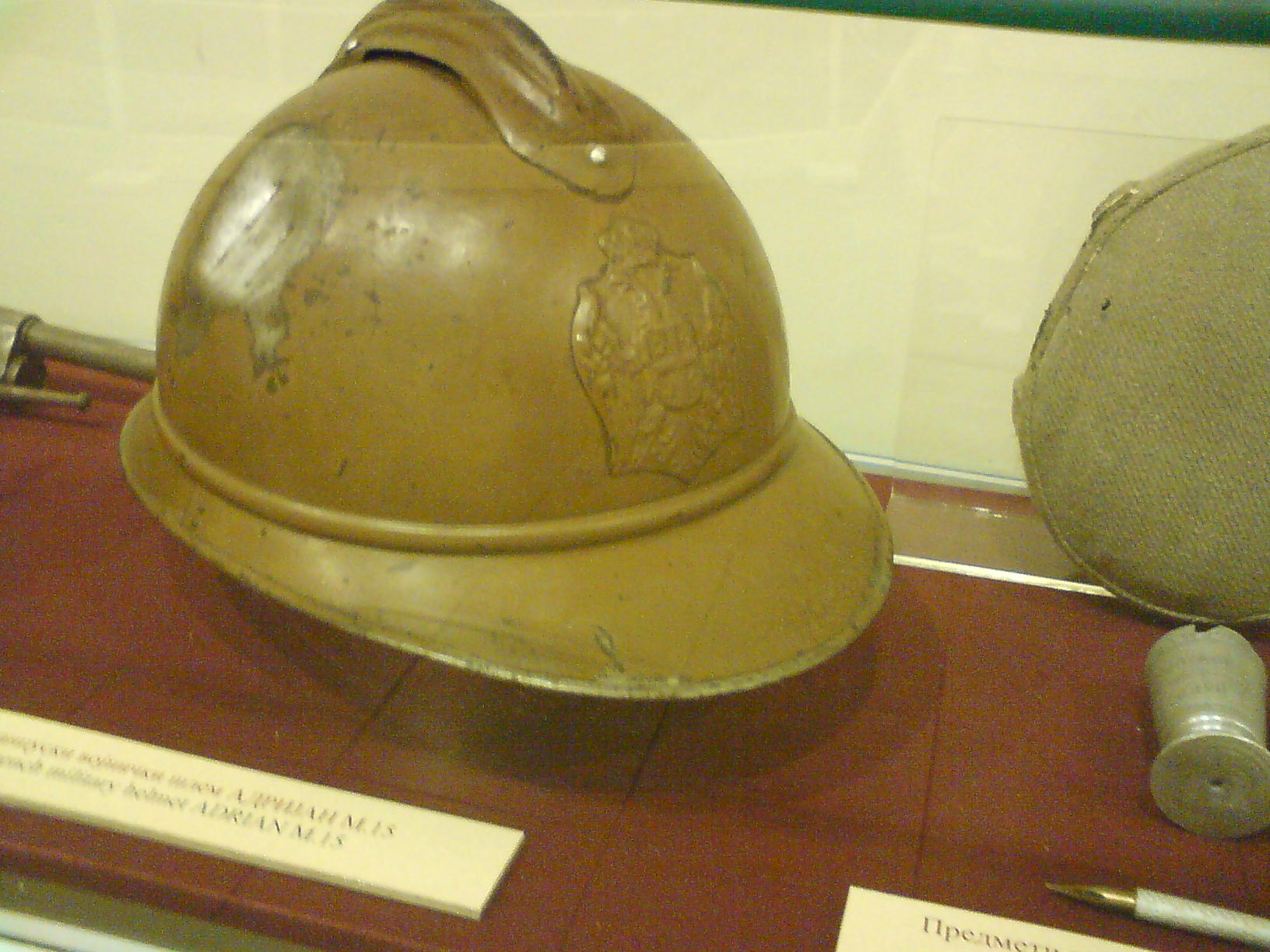
第一次世界大戦　時のセルビア王国軍のM15アドリアンヘルメット。
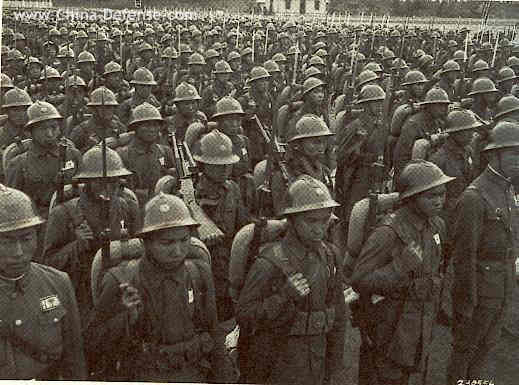
アドリアンヘルメットを装備した国民革命軍兵士
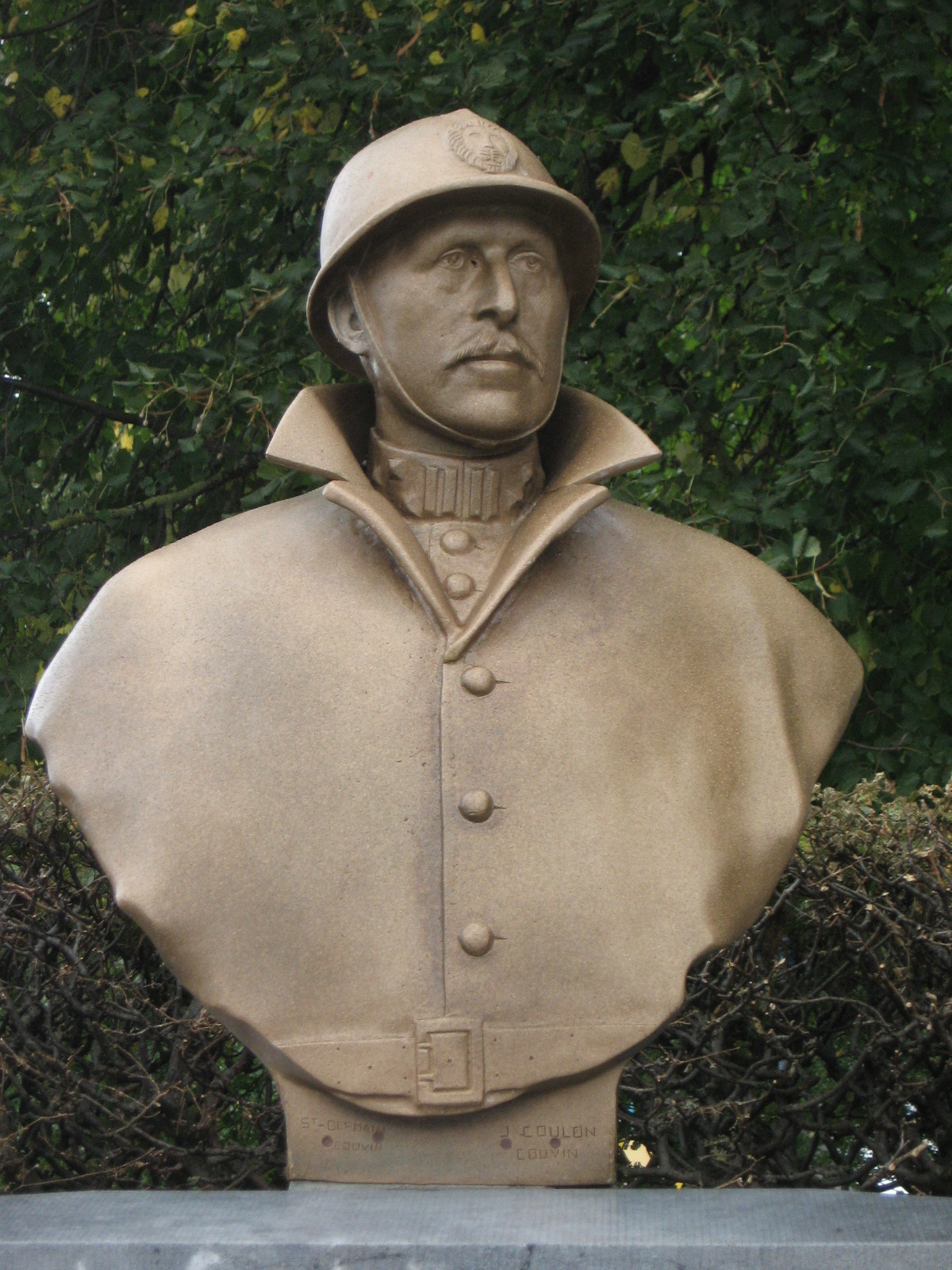
ライオンの部隊章が入ったアドリアンヘルメットを被るベルギー王アルベール1世の胸像。
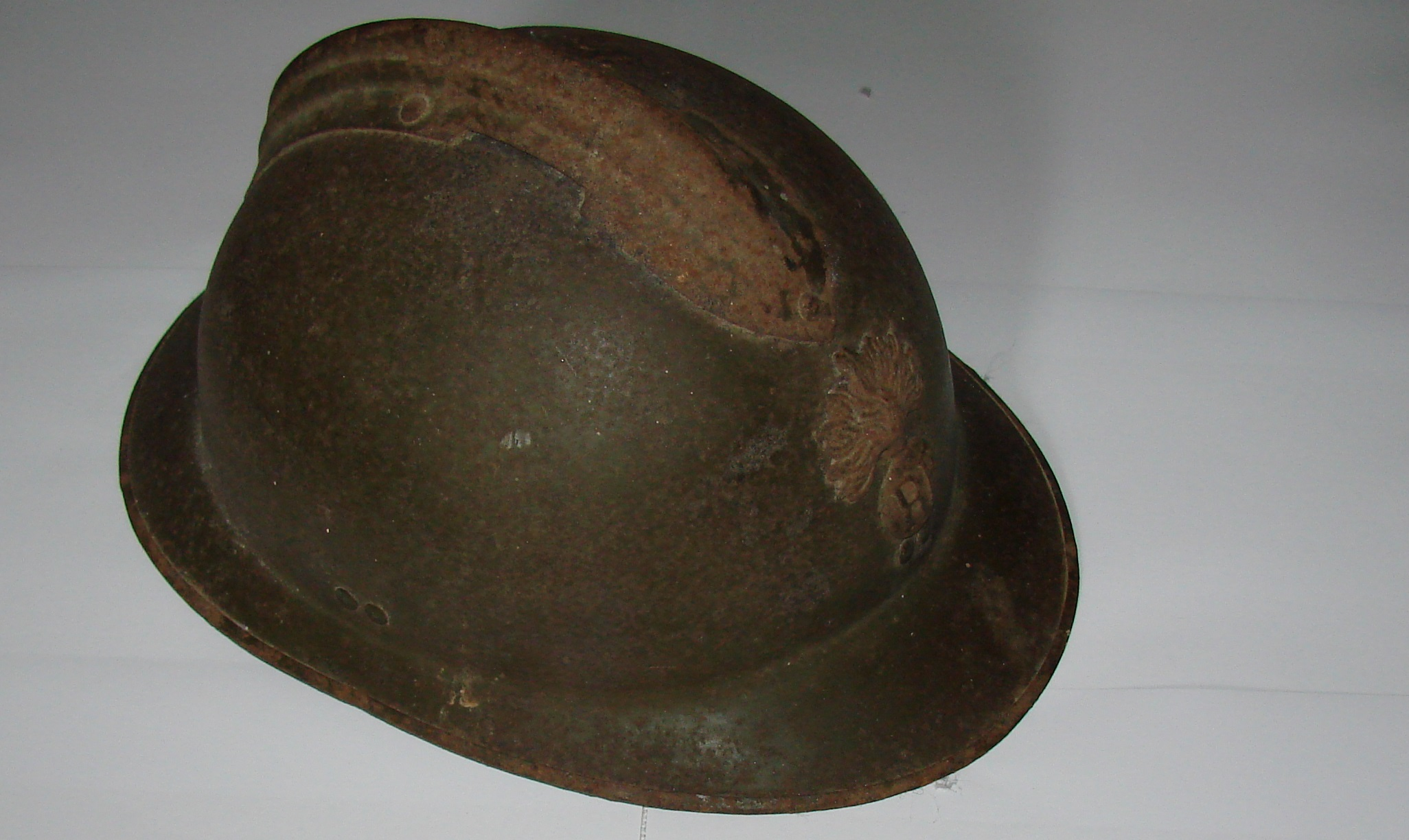
M26アドリアンヘルメット